# Се Цзяньшунь
Се Цзяньшунь (кит. 謝尖順, род. 24 января 1918; Чаочжоу, КНР) — тайваньский интерсекс-человек, который приобрел значительную известность в 1953 году, когда его интерсекс-черты были обнаружены врачами Вооруженных сил Китайской Республики. Многие считали его первым «транссексуалом» Китая, когда он перенес операцию по смене пола, и его часто называли «китайская Кристин» из-за того, что обе они были солдатами.

## Биография
Се родился в Чаочжоу 24 января 1918 года.
У Се был пенис и очень маленькое влагалищное отверстие, а также внутренние половые железы, которые содержали и тестикулярную, и яичниковую ткань. Врачи утверждали, что они все еще могут производить яйцеклетки и что тестикулярная ткань Се со временем деградирует. Несмотря на это, Се не хотел делать феминизирующую операцию по коррекции пола, но врачи настояли на этой операции.
Се стал первым человеком на Тайване, который перенес операцию по смене пола. Интенсивное освещение этого дела в СМИ привело к тому, что персоналу больницы и помощникам Се пришлось постараться не пускать журналистов к Се ради его конфиденциальности.

## Культурное влияние
Появление Се в качестве тайваньского эквивалента Кристины Йоргенсен имело огромное культурное влияние на Тайвань, так как многие граждане считали, что это помогло поставить нацию на один уровень с США. Из-за медийного безумия, окружающего Се, газеты на Тайване стали публиковать гораздо больше сообщений о интерсексах, трансгендерности и необычных заболеваниях.